# Red Hot + Rio
Red Hot + Rio ist ein Kompilations-Album der New Yorker AIDS-Hilfeorganisation Red Hot Organization aus dem Jahr 1996.
Auf dem Album werden die Musikstile von Rio de Janeiro mit internationalen, modernen Musikstilen verbunden. Dies geschieht mit ungewöhnlichen Duetten und Zusammenarbeiten, als auch mit musikalisch neuartigen Konzepten. Die Mischung aus traditionellen akustischen Instrumentierungen und zeitgenössischen elektronischen Klängen war vor allem eine Verneigung vor der Bossa Nova, deren heiter-melancholische, beschwingt-jazzige Musik vor allem aus der Feder von Tom Jobim um die Welt ging seit den 60ern.
Die CD ist das 7. der bisher 16 Benefiz-Alben, die von der Red Hot Organization zur Unterstützung von weltweiten AIDS-Hilfe-Projekten veröffentlicht wurden. In der internationalen Musikszene sorgte das Album für Aufsehen und schuf den Nährboden für Trends wie Brazilectro von Gruppen wie Zuco 103. Es hatte geringeren kommerziellen Erfolg als sein Vorgänger Red Hot + Blue, erreichte aber mehr Aufmerksamkeit, als der mit einer vergleichbaren Idee konzeptionierte spätere Nachfolger Red Hot + Lisbon oder auch die spätere CD Red Hot + Rio 2.

## Titelliste
1. Use Your Head (Use A Sua Cabeça) – Money Mark – 2:47
2. Corcovado – Everything but the Girl – 3:56
3. Desafinado (Off Key) – Astrud Gilberto; George Michael – 3:20
4. Non-Fiction Burning – P. M. Dawn; Flora Purim; Airto – 4:31
5. The Boy From Ipanema – Crystal Waters – 4:24
6. (Interlúdio) – 0:14
7. Segurança (Security) – Maxwell – 3:29
8. É Preciso Perdoar (You Must Forgive) – Cesária Évora; Caetano Veloso; Ryuichi Sakamoto – 6:01
9. (Interlúdio) – 0:33
10. Water to Drink (Água De Beber) – Incognito; Omar; Ana Caram – 4:19
11. Dancing… – Milton Nascimento – 3:20
12. How Insensitive – Antônio Carlos Jobim; Sting – 3:44
13. Waters of March (Águas de Março) – David Byrne; Marisa Monte – 3:15
14. (Interlúdio) – 0:25
15. One Note Samba / Surfboard – Stereolab; Herbie Mann – 7:18
16. (Interlúdio) – 0:21
17. Black Orpheus Dub – Mad Professor – 3:59
18. Maracatu Atômico – Chico Science; Nação Zumbi; DJ Soul Slinger – 4:27
19. Sambadrome – Ivo Meirelles; Funk 'n Lata – 0:58
20. Refazenda (Refarm) – Gilberto Gil – 4:00
21. Preciso Dizer Que Te Amo – Cazuza; Bebel Gilberto – 4:42